# Anorthite
Ne doit pas être confondu avec Anorthose ou Anorthosite.
L’anorthite est une espèce minérale du groupe des silicates, du sous-groupe des tectosilicates, de formule Ca Al2 Si2 O8, avec des traces de titane (Ti), de fer (Fe), de sodium (Na) et de potassium (K).

## Inventeur et étymologie
Décrite par le minéralogiste Gustav Rose en 1823 sur des échantillons du Vésuve, l'anorthite tire son nom du grec a- (préfixe privatif) et orthos (droit). D’où le mot anorthos, non droit, oblique, par allusion au système cristallin de ce minéral.

## Topotype
Monte Somma, Complexe volcanique Somma-Vésuve, Naples, Campanie, Italie.

## Cristallographie
- Paramètres de la maille conventionnelle : a = 8,177 Å, b = 12,87 Å 7, c = 14,169 Å, Z = 8 ; alpha = 93,166 °, bêta = 115,85 °, gamma = 91,216 ° ; V = 1 340,29 Å3
- Densité calculée = 2,75

## Cristallochimie
L'anorthite est le pôle calcique de la série des feldspaths plagioclases, tandis que l’albite en constitue le pôle sodique. Dans cette série, l’anorthite correspond à : Ab 0-10 % An 90-100 % (où Ab = albite, et An = anorthite). C’est un plagioclase basique.
L'anorthite est un polymorphe de la dmisteinbergite (it) et de la svyatoslavite (it).

## Gîtologie
On la trouve dans les roches métamorphiques et dans les roches magmatiques. Elle est aussi présente dans les roches lunaires et les météorites.

## Synonymie
- amphodélite (Nordenskiold) : décrite initialement dans une carrière de calcaire à Lojo en Finlande[5].
- anorthoïte : variété non reconnue d'anorthite trouvée à Sillböle en 1884[6].
- barsowite (G. Rose) : décrite initialement sur des échantillons sur les berges du fleuve Barsowka dans l'Oural [7].
- beffanite : variété non reconnue d'anorthite décrite par Carmelo Maravigna, professeur de géologie à Catane Sicile Italie, et dédiée au comte Francesco Beffa Negrini (1788–1862)[8], minéralogiste italien, en 1839[9].
- beffonite : variante orthographique erronée du terme précédent retrouvée dans de nombreux ouvrages du XIXe siècle [10].
- biotine : nom donné à des cristaux d'anorthite de Monte Somma par le minéralogiste  italien Teodoro Monticelli[11].
- calciclase (Johannsen Albert 1926)[12].
- christianite (Monticelli et Covelli 1825)[13]
- cyclopite (Walterhausen) : le nom dérive du topotype : l'île des cyclopes près de Catane en Sicile Italie[14].
- didymolite (Meister 1908) trouvée initialement sur les bords de la rivière Tartaka, depuis déclassée comme synonyme[15],[16],[17].
- diploïte (Breithaupt) : initialement décrite sur l'île d'Amitok Labrador Canada  [18].
- indianite (Bournon) : le nom est inspiré de l'Inde où Madras était une occurrence très connue pour cette espèce associée au corindon.
- latrobite (Brook 1823) : décrite sur des échantillons  de l'île d'Amikok, Labrador Canada, découvert par le docteur Latrobe qui est le dédicataire.
- lépolite (Nordenskiold) : décrite initialement dans une carrière de calcaire à Lojo en Finlande[19].
- lindsayite : anorthite altérée décrite à la mine de Lindsay près Orijarfvi en Finlande.
- polyargite  (Svanberg) : décrite dans les granits de Tunaberg en Suède, il s'agit d'une pseudomorphose d'anorthite en muscovite.
- rosite (Svanberg) : décrite dans un calcaire compact de Baldurstad en Södermanland, Suède.
- thiorsauite (Genth) [20].

## Variétés
- barium-anorthite (Nockolds & Zies) : variété riche en baryum de formule idéale (Ca,Ba)Al2Si2O8 décrite sur une seule occurrence : Broken Hill, Comté de Yancowinna, New South Wales, Australie.
- bytownite (Thomson, 1836) : variété décrite à proximité de Bytown (aujourd'hui Ottawa, Canada). Mélange albite/anorthite pour un ratio de 10/90 à 30/70 [21],[22]. Présente dans de nombreuses occurrences dans le monde, notamment en France à Château-Lambert (Haute-Saône) [23].
- labradorite.

## Gisements remarquables
- Allemagne

Loitsch, Weida, Gera, Thuringe
- Canada

Mine Parker, Notre-Dame-du-Laus, MRC Antoine-Labelle, Laurentides, Québec
- France

Mine de Lassur, Ariège, Midi-Pyrénées 
Lapanouse-de-Sévérac (scorie d'ancienne mine), Aveyron, Midi-Pyrénées 
Saint-Maime-Volx, Alpes-de-Haute-Provence, Provence-Alpes-Côte d'Azur 
- Italie

Monte Somma, complexe volcanique Somma-Vésuve, Naples, Campanie.